# Яковлев, Иван Яковлевич (кораблестроитель)
Иван Яковлевич Яковлев (около 1650 — 1707) — один из первых организаторов судостроения на северо-западе страны в Петровскую эпоху, кораблестроитель, комендант Олонецкой верфи, экипажмейстер в военном порту Санкт-Петербургского Адмиралтейства, полковник.

## Биография
Яковлев Иван Яковлевич в 1668—1682 годах служил дьяком Царицыной мастерской палаты. Затем продолжил службу в Преображенском полку в бомбардирской роте рядовым в третьем капральстве (взводе). 16 июля 1701 года получил указ — «Чтоб он у Города (Архангельска) подрядил сделать в Преображенской полк покрышок бобровых на гранодирския сумы, которые лутче сделать и как бы от дождя крепче».
В 1702 году бомбардир Иван Яковлев был назначен комендантом Олонецкой верфи.
В начале февраля 1703 года прибыл на верфь. 24 марта 1703 года Олонецкая верфь была открыта.
Князь А. Д. Меншиков, с которым Яковлев ранее служил в одной бомбардирской роте, высоко ценил его деятельность. Он писал царю Петру:

«По приезде на Олонец Ивана Яковлевича олончане не таковы стали быть, какову отписку ко мне писали: стали быть смирны и во всем послушны»— Переписка А. Д. Меншикова с Петром Первым.
Пётр лично убедился в высоких организаторских способностях Яковлева во время неоднократных посещений верфи, где лично строил и спускал на воду корабли.
22 июня 1703 года на Олонецкой верфи было спущено первое построенное судно — почтовый галиот «Курьер».
До конца 1703 года под руководством Ивана Яковлева на верфи заложили 30-пушечный фрегат «Триумф», семь 28-пушечных фрегатов: «Штандарт», «Шлиссельбург», «Петербург» «Флигель-Фам», «Кроншлот», «Дерпт», «Нарва», которые вступили в строй в 1704 году.
На верфи были также заложены и построены пять шняв, четыре буера, один флейт, две шмаки, два галиота, двадцать галер и полугалер, двенадцать скампавей, тринадцать бригантин и несколько карбасов и другие суда.
Яковлев помимо руководства верфью обеспечивал бесперебойную отправку построенных кораблей армейского флота в Санкт-Петербург и в места боевых действий русской армии в ходе Северной войны в Шлиссельбург, Ниеншанц).
5 ноября 1704 года Пётр Первый заложил в Санкт-Петербурге Адмиралтейскую верфь. В 1705 году Яковлев был переведён с Олонца в новую столицу для устройства вокруг Адмиралтейской верфи-крепости, руководил строительством которой — А. Д. Меншиков. Его помощниками были петербургский обер-комендант Яков Брюс и олонецкий комендант Иван Яковлевич Яковлев, который осуществлял непосредственное наблюдение Адмиралтейского двора.
24 июня 1705 года Меншиков приказал Яковлеву соорудить вокруг Адмиралтейства палисад — земляной вал.
15 ноября 1705 года Яковлев докладывал Меншикову:

«При С.-Петербурге на Адмиралтейском дворе милостию Божией всё хранимо и кроме двора крепость строением совсем совершилась и ворота подъёмные и шпиц, и по бастионам по всем пушки поставлены и рогатками обнесены»
Экипажмейстер Санкт-Петербургского адмиралтейства, полковник Яковлев осуществлял надзор за ходом кораблестроительных работ. В конце 1705 года на Адмиралтейской верфи уже шло строительство двух бомбардирских кораблей, двух прамов, десяти шняв и двадцати четырех ботов, которые в 1706 году были спущены на воду.
После неожиданной смерти Яковлева 22 января 1707 года, его дела коменданта Олонецкой корабельной верфи и экипажмейстера Санкт-Петербургского адмиралтейства принял адмиралтеец А. В. Кикин.